# Marriage Play
Marriage Play è un'opera teatrale del drammaturgo statunitense Edward Albee, debuttata a Vienna nel 1987.

## Trama
Jack informa la moglie che, dopo trent'anni di matrimonio, la vuole lasciare. Gillian non reagisce come Jack si sarebbe aspettato, quindi glielo ripete altre tre volte. Le risposte della moglie non lo soddisfano ed è ancora più stupito quando la moglie gli rivela che ha scritto meticolosi appunti sulla loro vita sessuale. I due litigano, si mordono, si picchiano e collassano sul pavimento. Stremati, i due continuano a insultarsi e alla fine Gillian dice a Jack che lui non è il solo ad essere stato infedele.

## Produzioni
Marriage Play debuttò all'English Theatre di Vienna il 17 maggio 1987. Il cast era composto da Kathleen Butler (Gillian) e Tom Klunis (Jack).
Il debutto americano ebbe luogo all'Alley Theatre di Houston l'8 gennaio 1992 in una co-produzione del McCarter Theatre di Princeton. Shirley Knight interpretava Gillian, Tom Klunis era Jack ed Edward Albee curava la regia.
Il debutto newyorchese del dramma avvenne l'anno successivo, il 1 ottobre 1993 al Signature Theatre Company. James Houghton curava la regia e Tom Klunis e Kathleen Butler tornarono a ricoprire i ruoli interpretati a Vienna.
Marriage Play debuttò al Royal National Theatre di Londra nel maggio 2001, in repertorio con Finding the Sun.  Bill Paterson interpretava Jack e Sheila Gish (Gillian).